# ولاية قسنطينة
ولاية قسنطينة إحدى الولايات الجزائرية، تقع في الشمال الشرقي للبلاد وتحدها شرقًا ولاية قالمة وغربًا ولاية ميلة وشمالًا ولاية سكيكدة وجنوبًا ولاية أم البواقي.
شهدت قسنطينة العديد من الحضارات آخرها العثمانية وقبلها بالعربية. واشتهرت قديما بالحضارة الأمازيغية في عهد ماسينيسا ويوغرطة وكانت عاصمة نوميديا آنذاك وكذلك عاصمة بايلك الشرق التابع لإيالة الجزائر في ظل الدولة العثمانية وهي من أقدم مدن العالم حيث يقدر وجودها بحوالي 2500 سنة ق م ويقطنها سكان من مختلف الأصول أهمها العرب والبربر والأتراك واليهود وكانت من بين تسمياتها القديمة قيرطا في العصر الفينيقي .

## التقسيم الإداري

### الدوائر
تشمل ولاية قسنطينة 7دوائر وكل دائرة تحتوي على عدد معين من البلديات :
- دائرة قسنطينة
- دائرة الخروب
- دائرة عين عبيد
- دائرة زيغود يوسف
- دائرة حامة بوزيان
- دائرة ابن زياد
- دائرة عين اسمارة

### البلديات
تشمل ولاية قسنطينة على 12 بلدية وهي
| - قسنطينة - الخروب - عين سمارة - أولاد رحمون - عين عبيد - ابن باديس | - زيغود يوسف - بني حميدان - حامة بوزيان - ديدوش مراد - ابن زياد - مسعود بوجريو |

## السكان والمساحة
يبلغ تعداد السكان 913.338 نسمة (تقديرات 2007) في حين تقدر المساحة الإجمالية ب 2187 كلم مربع.
| ذكور   | فئة عمرية     | إناث   |
| ------ | ------------- | ------ |
| 1٬667  | 85 سنة وأكثر  | 2٬135  |
| 2٬833  | 80 إلى 84 سنة | 3٬289  |
| 5٬542  | 75 إلى 79 سنة | 6٬086  |
| 7٬524  | 70 إلى 74 سنة | 8٬611  |
| 9٬217  | 65 إلى 69 سنة | 10٬411 |
| 10٬891 | 60 إلى 64 سنة | 11٬950 |
| 16٬714 | 55 إلى 59 سنة | 16٬013 |
| 22٬130 | 50 إلى 54سنة  | 21٬395 |
| 26٬015 | 45 إلى 49 سنة | 25٬578 |
| 30٬502 | 40 إلى 44 سنة | 31٬358 |
| 32٬518 | 35 إلى 39 سنة | 34٬339 |
| 37٬003 | 30 إلى 34 سنة | 37٬162 |
| 44٬551 | 25 إلى 29 سنة | 43٬905 |
| 50٬811 | 20 إلى 24 سنة | 49٬706 |
| 49٬507 | 15 إلى 19 سنة | 48٬115 |
| 42٬780 | 10 إلى 14 سنة | 41٬143 |
| 36٬055 | 5 إلى 9 سنوات | 34٬848 |
| 43٬862 | 0 إلى 4 سنوات | 41٬930 |
| 141    | غير معروف     | 237    |

## الموقع الجغرافي (التضاريس-المناخ...)
تتهكيل تضاريس الولاية ضمن ثلاث مناطق كبرى لها المميزات المادية التالية:

### المنطقة الجبلية
التي تقع في شمال البلاد وتمتاز بتضاريس جبلية وعرة تمتد إلى شمال الشرق عبر مرتفع جبل الوحش الذي يعد أعلى نقطة في المدينة. و المرتفع الهام الثاني هو مرتفع شطابة بالغرب وتتوسط منطقة جبل الوحش المدينة فهي تتوسط كل دوائر الولاية وتشرف عليها.

### المنطقة الداخلية

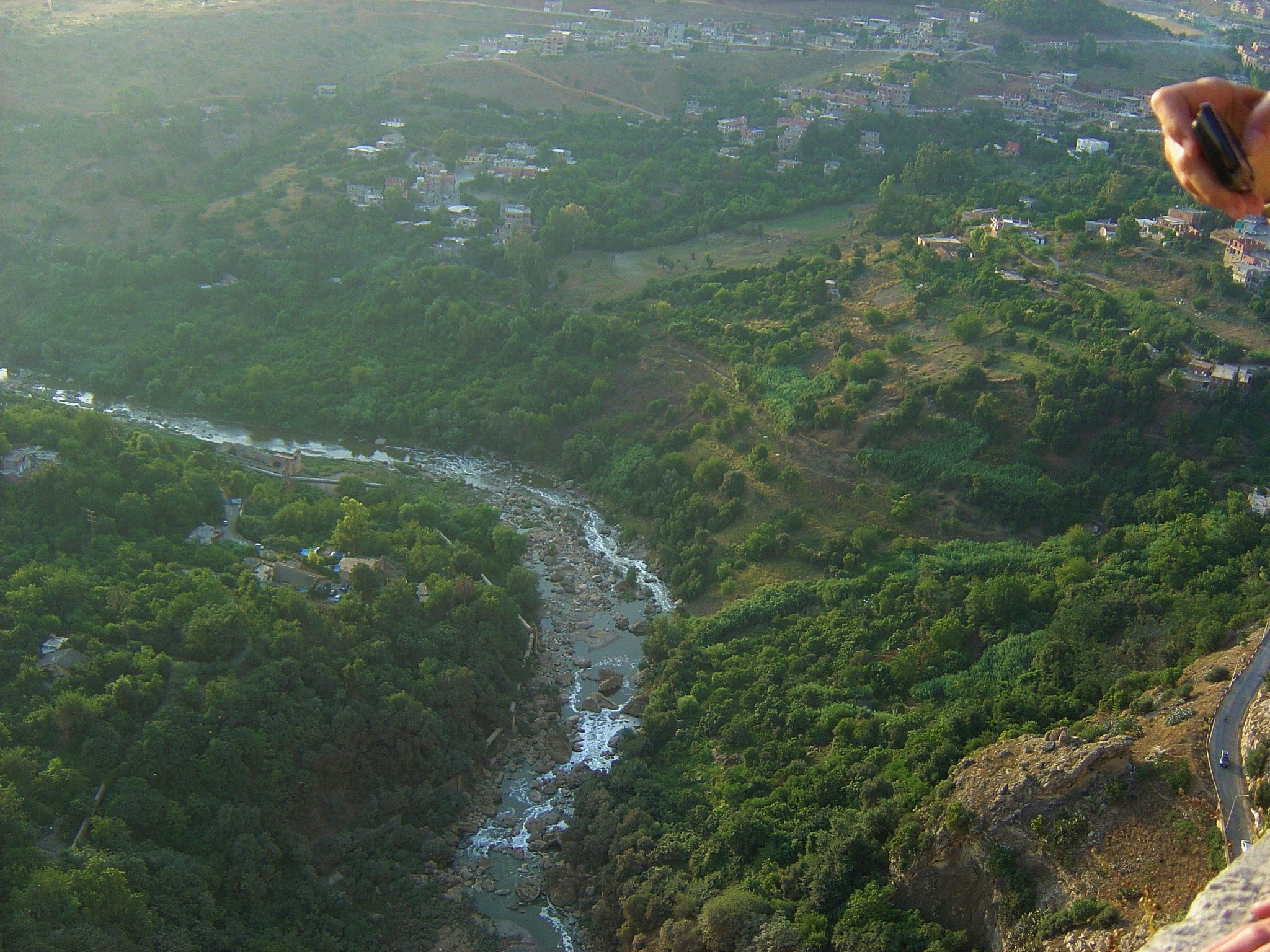
وادي الرمال

التي تتشكل من سلسلة من المنحدرات والأحواض. و هذه الوديان هي ممرات داخلية تشكلت من الاتصال بين تل الشمال والسهول العليا بالجنوب. و يصل عددها إلى أربعة: الوادي الأعلى للرمال ووادي بومرزوق والوادي الأدنى للرمال ووداي السمندو الذي يمتد إلى وادي الرمال الأدنى.

### المنطقة الجنوبية
التي تمتاز بانتظام التضاريس. و تعد أراضي أولاد رحمون وعين عبيد بوابة السهول العليا التي تمتد إلى غاية ولاية أم البواقي (عين مليلة).

## الموارد الطبيعية

### الأراضي الفلاحية
تتوفر الولاية على مساحة زراعية صالحة تعادل نسبة 57 بالمائة من الأراضي الفلاحية بالولاية (127.400 هكتار) منها نسبة 01 بالمائة من الأراضي المسقية ونسبة 8 بالمائة تغطيها الغابات.

### المياه
تتلقى ولاية قسنطينة ما بين 400 و 600 مم من الأمطار سنويا. و قد تم تعزيز الموارد في مجال المياه بإنتاج سد بني هارون بولاية ميلة.

## الطرق الوطنية
تمر عبر ولاية قسنطينة العديد من الطرق الوطنية، منها:
- الطريق الوطني رقم 05
- الطريق الوطني رقم 10
- الطريق الوطني رقم 03
- الطريق الوطني رقم 20
- الطريق الوطني رقم 27
- الطريق الوطني رقم 79

## التعليم الجامعي
تضم هذه الولاية العديد من الجامعات ومؤسسات التعليم الجامعي، منها:
- جامعة منتوري [3]
- جامعة عبد الحميد مهري [4]
- جامعة قسنطينة 3 [5]
- جامعة الأمير عبد القادر [6]
- المدرسة الوطنية متعددة التقنيات بقسنطينة [7]
- المدرسة التحضيرية للعلوم الاقتصادية، التجارية وعلوم التسيير بقسنطينة
- كلية الطب بقسنطينة أو معهد باستور بقسنطينة
- جامعة زرزارة للهندسة المعمارية والعلوم التقنية.
- كلية علوم البيطرة بالخروب

## القدرات الاقتصادية
تظهر القدرات الاقتصادية لولاية قسنطينة كالتالي:
- قدرات فلاحية تهيمن عليها زراعات الحبوب التوسعية (نسبة 51 بالمائة من المساحة الزراعية الصالحة ونسبة 34 بالمائة من الأرض المستريحة، ويتوزع الباقي بين الكلأ والبقول الجافة والسباخ و غرس الأشجار. و قد سجل الإنتاج الحيواني في الولاية 34.375 قنطارا من اللحوم الحمراء و 13.500 قنطارا من اللحوم البيضاء و 37.305.00 لترا من الحليب في حين يبلغ عدد الأبقار 6914 رأسا والأغنام 54.160 رأسا.
- وحدات إنتاجية صناعية هامة في قطاعات الميكانيكا ومواد البناء الزراعات الغذائية.

## المنشآت الاقتصادية والإدارية و الاجتماعية
- تشمل شبكة الطرقات 258 كلم من الطرقات الوطنية و 416 كلم من المسالك الولائية و 632 كلم من المسالك البلدية.
- تمتد شبكة النقل بالسكك الحديدية على طول 97 كلم وتضم 8 محطات وسبعة محطات لربط الشبكة منها 5 ما بين الولايات و 02 في الضاحية.
- يشمل قطاع النقل الجوي في قسنطينة مطارا دوليا
- زود قطاع التربية الوطنية ب360 مدرسة ابتدائية و 110 اكمالية للتعليم المتوسط و 48 ثانوية.
- زود قطاع التعليم المهني ب13 مؤسسة توفر 4525 مقعدا بيداغوجيا.
- يضم القطب الجامعي إجمالي 40.000 طالب.
- يتوفر قطاع الصحة على 8 مستشفيات ومركز استشفائي جامعي و 32 عيادة متعددة الخدمات و 44 قاعة للعلاج.

- مستشفى ابن باديس بقسنطينة.
- مستشفى البير بقسنطينة.
- مستشفى محمد بوضياف بالخروب.
- مستشفى علي منجلي
- مستشفى زيغود يوسف.
- مستشفى الرياض.
- مستشفى داكسي.
- مستشفى جبل واحش.
- مستشفى سيدي مبروك.

## النشاطات السياحية
تتوفر الولاية على قدرات سياحية مرتبطة بتاريخها.
إذ أن قسنطينة، سيرتا قديما، تعد من أقدم المدن في العالم. و لها خاصية تتمثل في كونها تشغل بدون توقف نفس الموقع وهي الصخرة التي جعلت منها حصنا منيعا محميا طبيعيا بمضيق الروميل.
و قد تغير اسمها في بداية القرن السادس واتخذت اسم الإمبراطور الروماني قسطنطين الذي قام بترميمها. و قد دخلت مدينة قسنطينة في التاريخ الإسلامي مع نهاية القرن السابع. و في بداية القرن السادس عشر، وضعت قسنطينة تحت حماية الإمبراطورية العثمانية. و خلال ثلاثة قرون حكمها البايات وارتقت مدينة قسنطينة إلى عاصمة بايلك الشرق الذي يغطي كل منطقة الشرق الجزائري.
و تتوفر الولاية على 11 فندقا مصنفا من 2 على 4 نجوم بسعة 1600 سرير و 16 فندقا غير مصنف بسعة 751 سريرا.

## وصلات خارجية
- الموقع الرسمي لولاية قسنطينة
- خبار بلادي.. الجزائر.. ولاية قسنطينة

لم يتم العثور على روابط لمواقع التواصل الاجتماعي.